# 더 파이팅의 등장인물 목록
다음은 더 파이팅의 등장인물 목록이다.

## 카모가와 짐
※ 일본어 배역명 (한국어 배역명) ; 일본어 성우명 / 한국어 성우명 순
- 마쿠노우치 잇뽀(전일보)

- 타카무라 마모루(천만우)

- 미야타 이치로(하민태)

- 키무라 타츠야(장태수)

- 아오키 마사루(공명석)

- 카모가와 겐지(백강호)

## 그외 인물
- 마시바 료(선우요) : 다나카 마사히로 / 시영준

- 센도 타케시(김선도)

- 알렉산더 볼그 장기에프

- 야기 하루히코(박코치) : 나카지마 토시히코 / 손종환
- 네코타 긴파치(고양일)

- 누렁이 : 신용우

네코타 긴파치가 키우는 강아지.
- 마시바 쿠미(선우은지)

- 우메자와 마사히코(민강식)

- 후지이 미노루

- 이이무라 마리(이마리)

- 야마구치 토모코(서지호) : 코바야시 유코 / 김선혜
- 모리타 쿠미코(정다비) : 카와카미 토모코 / 한신정

잇뽀의 체육관에 TV 인터뷰로 온 기자로 체육관을 찍고 있을 뿐만 아니라 잇뽀를 상대로 직접 스파링을 하게 되지만, 잇뽀가 실수로 가슴을 치는 사고가 발생한다.
- 아이카와 : 타무라 유카리 / 한신정

## 그 외 성우진
- 정혜옥
- 김기흥
- 정유미
- 홍범기